# Tušice
Tušice (in ungherese Tusa) è un comune della Slovacchia facente parte del distretto di Michalovce, nella regione di Košice.